# Achete, Azoia de Baixo e Póvoa de Santarém
Achete, Azoia de Baixo e Póvoa de Santarém est une paroisse civile portugaise (en portugais : freguesia) de la municipalité de Santarém dans le district de Santarém.
La paroisse est créée par la loi no 11-A/2013 du 28 janvier 2013 portant réorganisation administrative du territoire des freguesias, en fusionnant les paroisses de Achete, Azoia de Baixo et Póvoa de Santarém. Son nom officiel est União das Freguesias de Achete, Azoia de Baixo e Póvoa de Santarém et son siège est fixé à Achete.
Lors du recensement de 2021, Achete, Azoia de Baixo e Póvoa de Santarém compte 2 744 habitants.